# Bistum Meath
Das Bistum Meath (lateinisch Dioecesis Midensis, irisch Deoise na Mí, englisch Diocese of Meath) ist eine in Irland gelegene römisch-katholische Diözese mit Sitz in Mullingar.

## Geschichte
Das Bistum Meath wurde im Jahre 552 durch Papst Vigilius errichtet. 1152 wurde das Bistum Meath dem Erzbistum Armagh als Suffraganbistum unterstellt.

## Bischöfe von Meath
- Patrick Plunkett OCist, 1669–1679
- James Cusack, 1679–1688
- Patrick Tyrrell OFM, 1688–1692
- Jacob Fagan, 1707–…
- Luke Fagan, 1713–1729, dann Erzbischof von Dublin
- Stephen MacEgan OP, 1729–1756
- Augustine Cheevers OSA, 1756–1778
- Patrick Joseph Plunkett, 1778–1827
- Robert Logan, 1827–1830
- John Cantwell, 1830–1866
- Thomas Nulty, 1866–1898
- Matthew Gaffney, 1899–1906
- Laurence Gaughran, 1906–1928
- Thomas Mulvany, 1929–1943
- John D’Alton, 1943–1946, dann Erzbischof von Armagh
- John Anthony Kyne, 1947–1966
- John McCormack, 1968–1990
- Michael Smith, 1990–2018
- Thomas Deenihan, seit 2018